# St. Pankratius (Altheim)

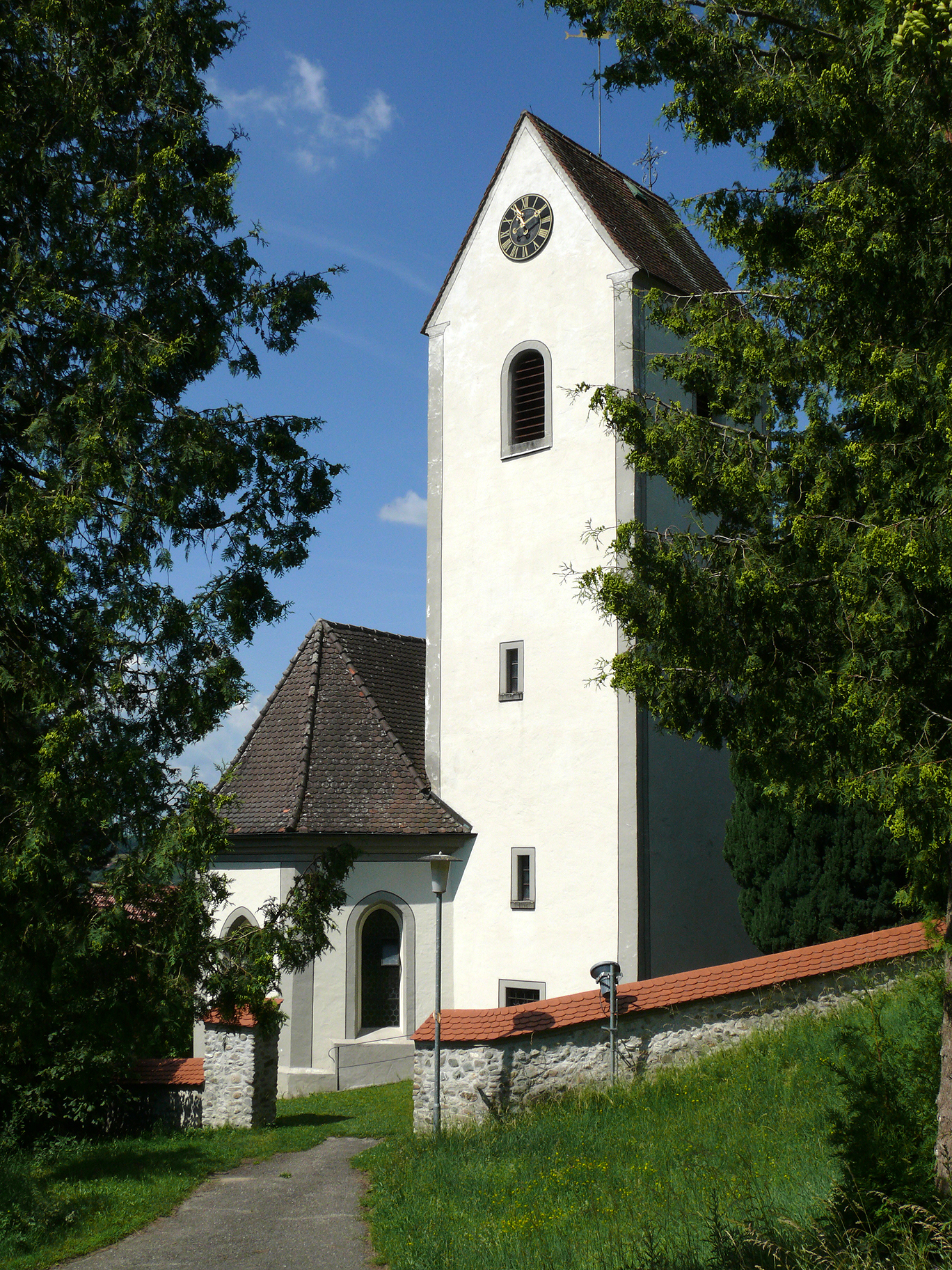
St. Pankratius in Altheim

St. Pankratius ist eine Pfarrkirche in Altheim, einem Ortsteil von Frickingen im Bodenseekreis. Sie gehört zur Seelsorgeeinheit Salem-Heiligenberg im Dekanat Linzgau.

## Baugeschichte und Beschreibung

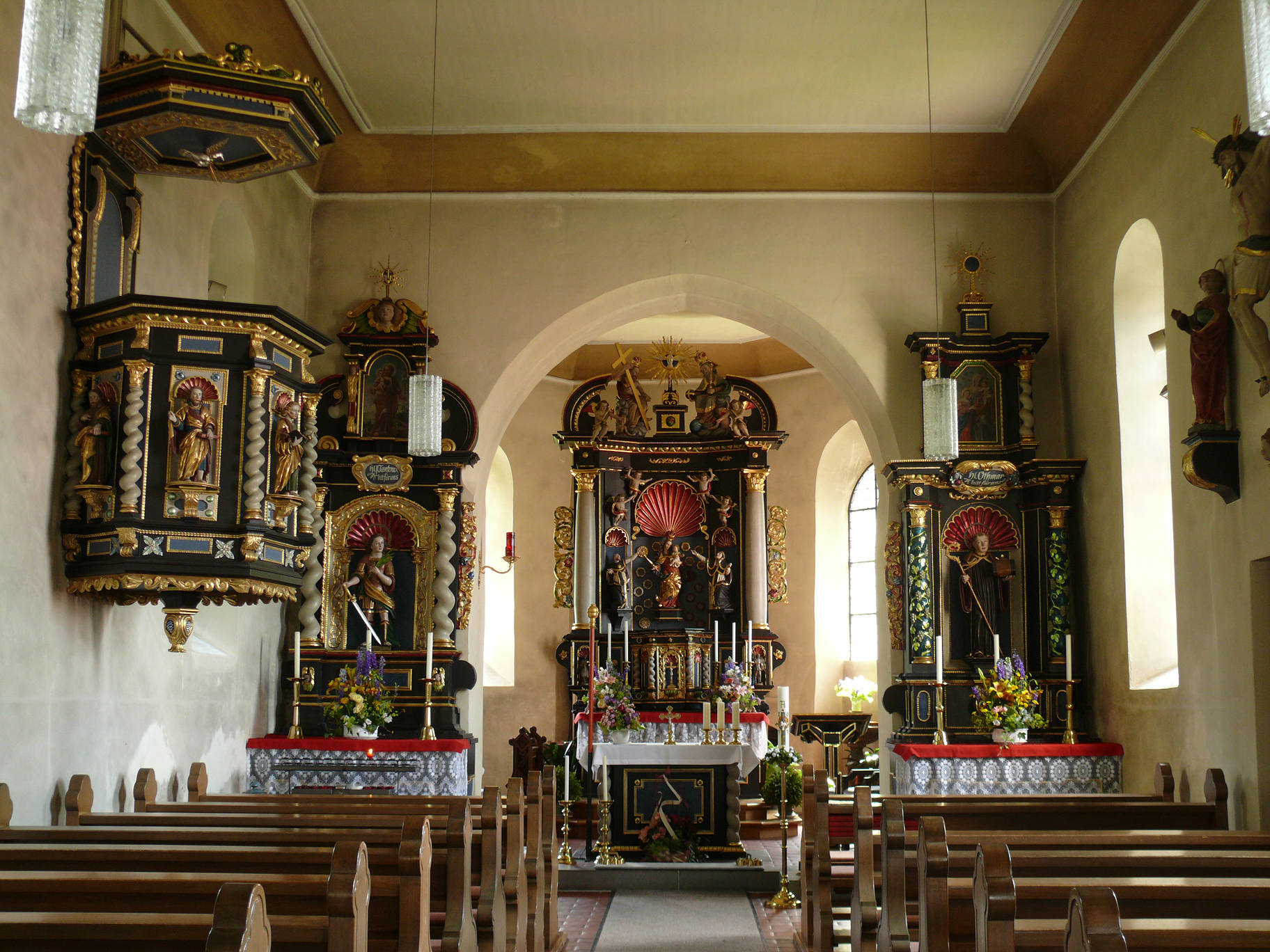
Blick zum Hauptaltar

Die Grundherren des Ortes Altheim waren bis zur Säkularisation die Fürstenbergsche Herrschaft Heiligenberg, die Reichsabteien Salem und Petershausen sowie das Heilig-Geist-Spital in Überlingen. Die Kirche wurde 1697 von Grund auf erneuert und existiert in dieser einheitlichen Ausstattung bis zum heutigen Tag. Sie wird umfriedet von einer hüfthohen Mauer, innerhalb derer sich der ehemalige Friedhof der Gemeinde befindet. Von dem Friedhof sind die Grabsteine der Verstorbenen ohne Grabeinfassungen erhalten. Der neue Friedhof befindet sich am östlichen Ortseingang.
Der spätmittelalterliche schiefergedeckte Kirchturm ist auf der Nordseite des Chors angebaut und auf den beiden Giebelseiten mit Zifferblättern versehen. Im Innern des Turms hängen vier Glocken mit den Schlagtönen f′ – as′ – b′ – des″. Die kleinste Glocke wurde 1925 von der Glockengießerei Grüninger gegossen, die drei anderen von der Glockengießerei Gebhard, Kempten in den Jahren 1956 und 1961 (f′). Alle Glocken sind in den Uhrschlag der Turmuhr eingebunden: die tiefste Glocke schlägt jeweils zur vollen Stunde, die anderen Glocken erklingen jede Viertelstunde.
Das Innere der Kirche besteht aus einem einfachen Raum (Saalkirche), an den im Osten der kleine Chorraum in Form eines Fünfachtelschlusses angebaut ist. Am westlichen Ende des Hauptraumes wurde im Jahre 1899 eine Empore eingebaut, auf der die Orgel steht. Die Kanzel befindet sich an der Nordwand des Hauptraumes; sie ist heute nur mit einer Leiter zugänglich, da die früher vorhandene Treppe, von der sich noch Spuren an der Wand finden, entfernt wurde.

## Ausstattung
Der Hauptaltar der Kirche ist der Muttergottes geweiht. An den Seitenaltären befinden sich Standfiguren der Heiligen Pankratius (links) und Othmar von St. Gallen (rechts).
Die Orgel wurde 1899 von der Firma Mönch aus Überlingen erbaut. 1921 wurden die requirierten Prospektpfeifen in Zink ersetzt. 1924 wurde das Instrument mit einem elektrischen Gebläse ausgestattet. 1940 wurde die Orgel durch Otto Mönch (Überlingen) instand gesetzt, modernisiert (u. a. neuer Spieltisch), und die Disposition um zwei Register erweitert. Im Jahre 2000 wurde die Orgel nach streng konservatorischen Maßstäben restauriert. Das Kegelladen-Instrument hat 11 Register auf Hauptwerk (C–f3: Principal 8′, Gamba 8′, Flöte 8′, Gedeckt 8′, Octav 4′, Mixtur III-IV 2 2⁄3′), Nebenwerk (C–f3: Flautino 8′, Salicional 8′, Dolce 4′) und Pedal (C–c1: Subbaß 16′, Octavbass 8′). Die Trakturen sind pneumatisch.

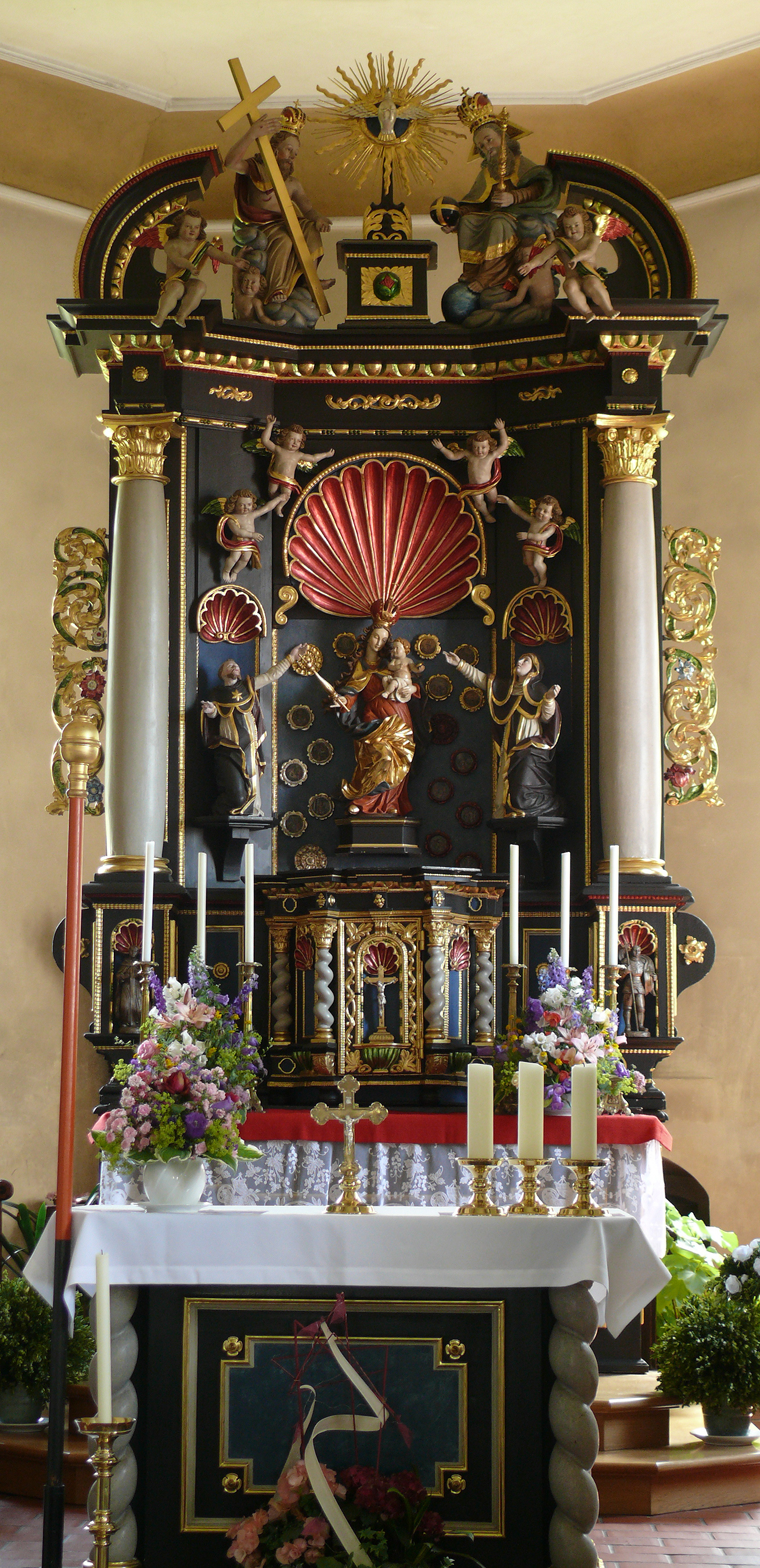
Der Hauptaltar
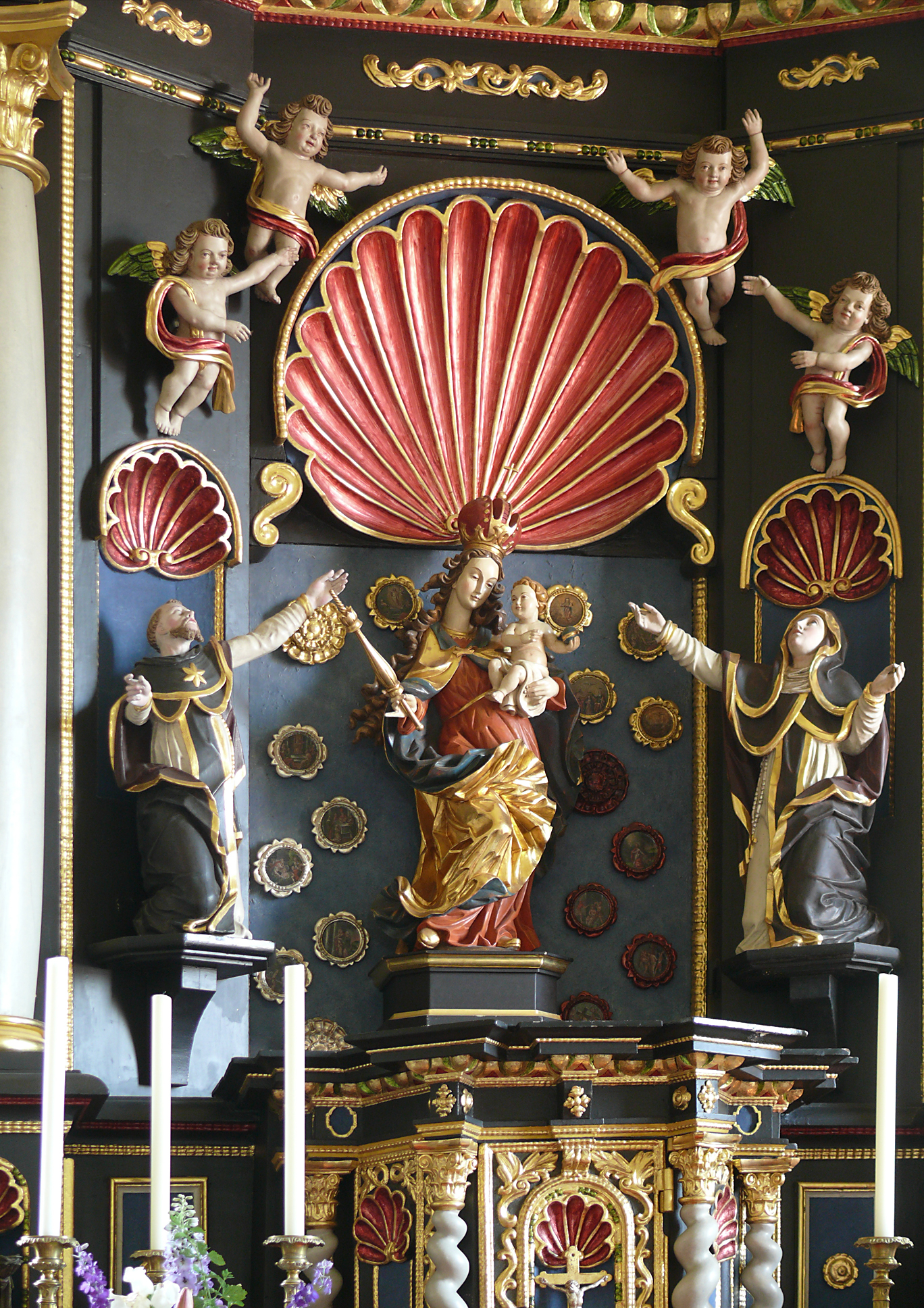
Detail des Hauptaltars: die Muttergottes
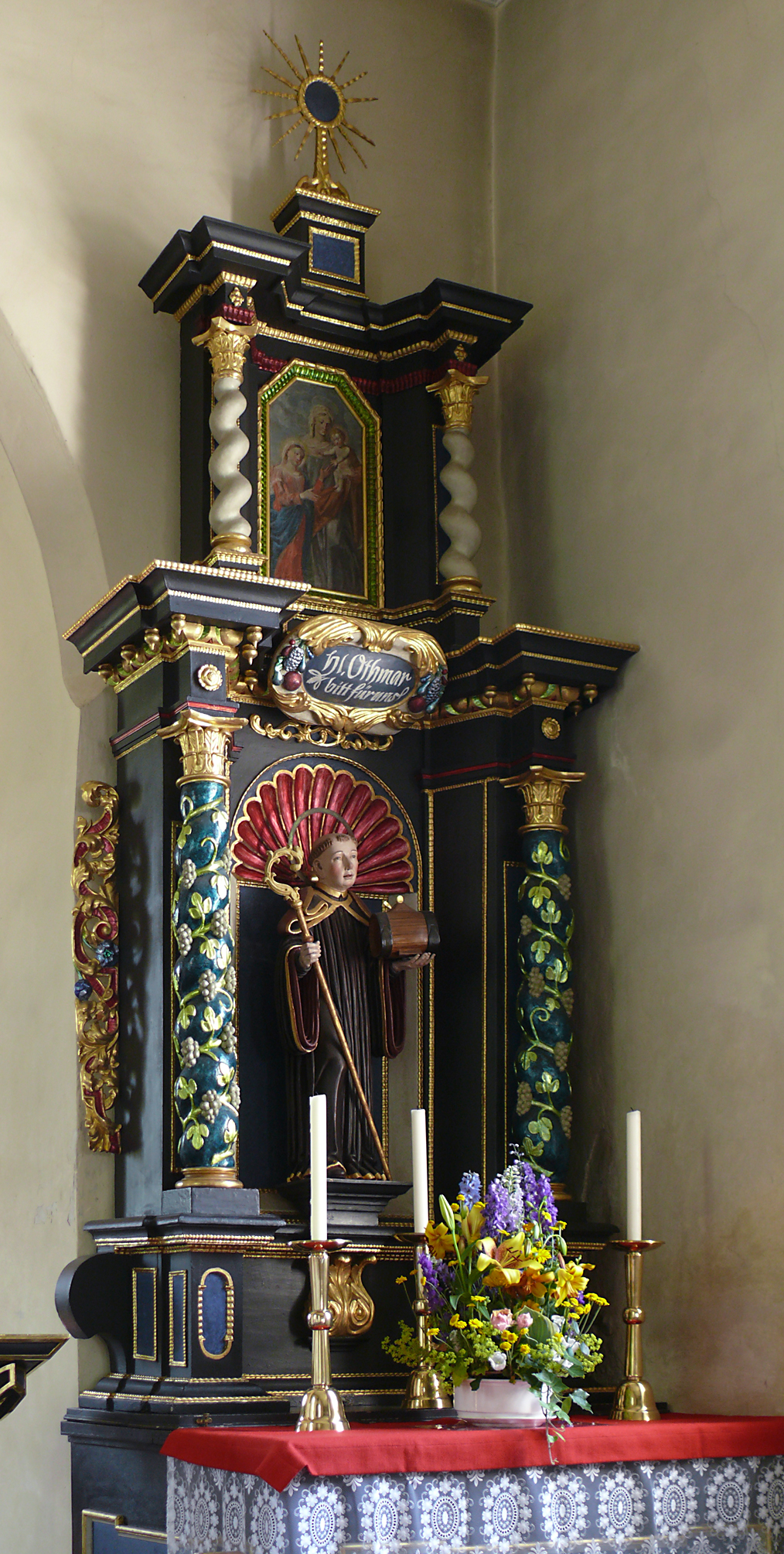
Der rechte Nebenaltar mit Statue des heiligen Ot(h)mar
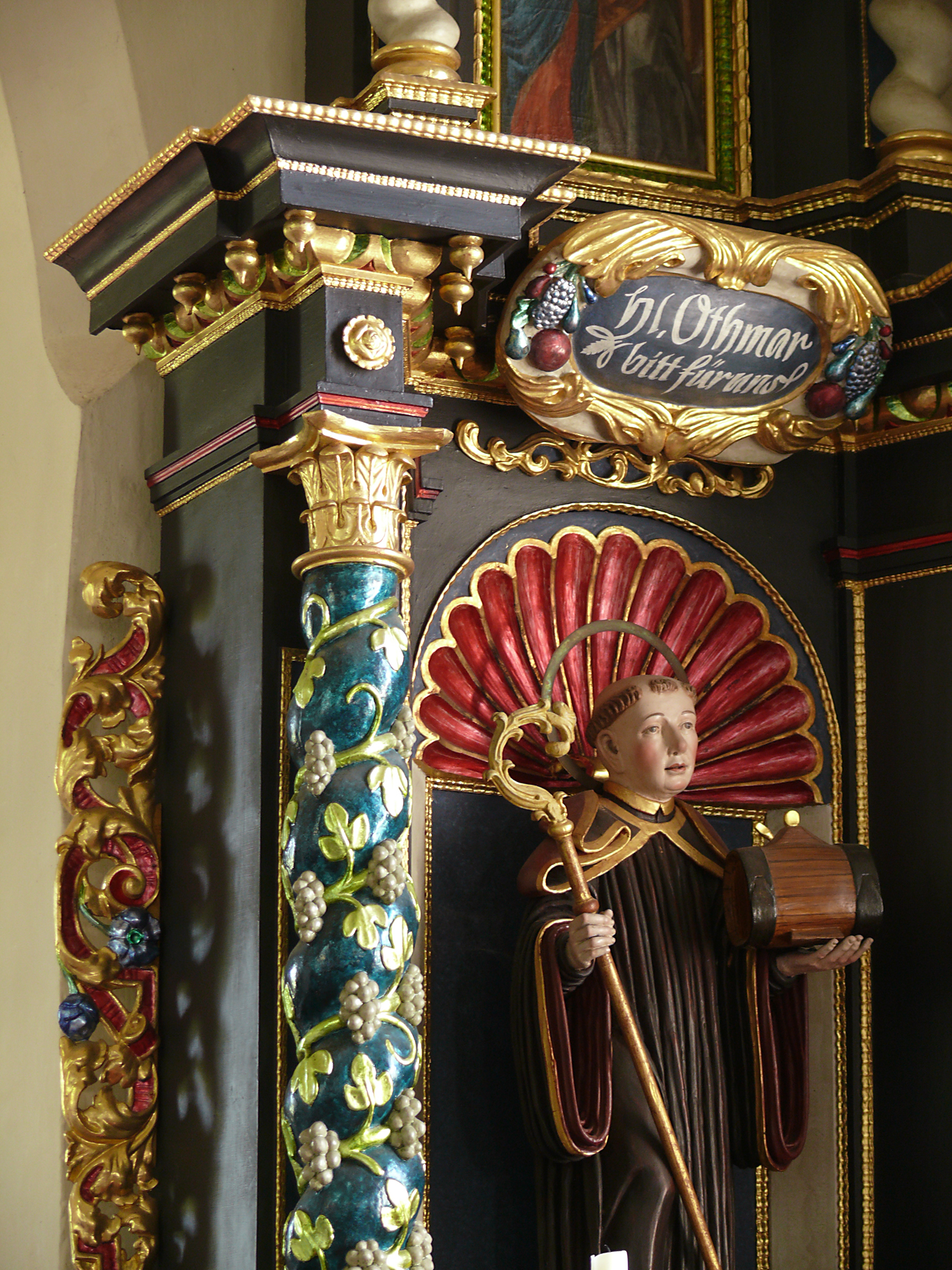
Detail: Figur des heiligen Ot(h)mar
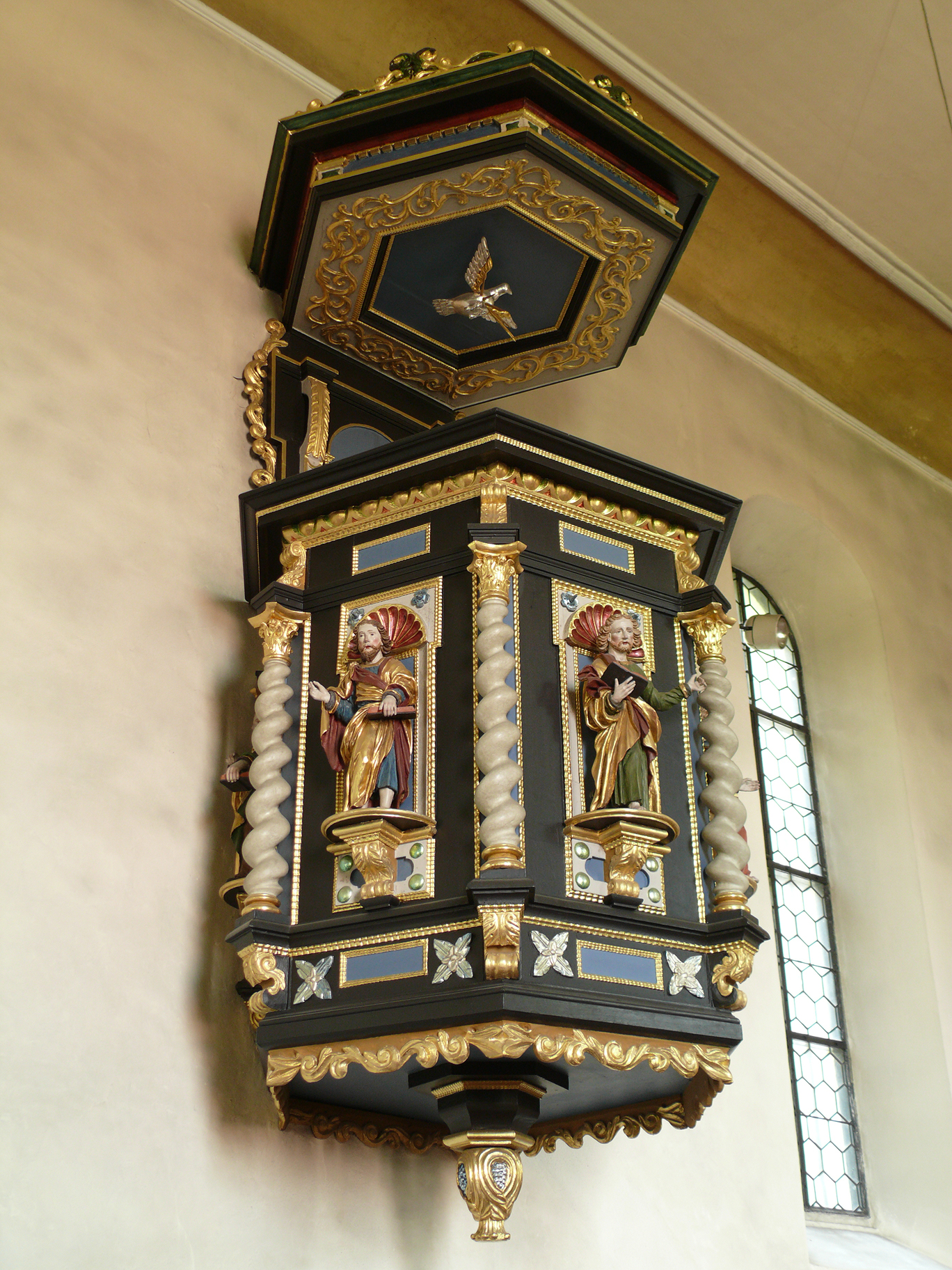
Die Kanzel